# Bigfat
Bigfat («Бигфут») — семнадцатая серия одиннадцатого сезона мультсериала «Гриффины». Премьерный показ состоялся 14 апреля 2013 года на канале FOX.

## Сюжет
Питер собирает для Стьюи игровую площадку за домом. В этом ему помогают Джо и Гленн, который, как оказалось, прекрасно владеет французским языком. Он приглашает парней съездить с ним в Канаду, чтобы посетить там лучший стриптиз-клуб. Куагмир одалживает роскошный самолет у Джона Траволты, на котором друзья летят в Канаду. Однако, в воздухе Питер решает пошутить, шутка заканчивается авиакатастрофой.
Чудом парни выживают, но самолет разбивается посреди леса, где нет связи. Сделав временное убежище из веток и листьев, Питер не успевает предупредить Глена о том, что вокруг он вырыл ямы для хищников. Слишком поздно — Куагмир ломает обе ноги. Поняв, что здесь они могут надолго задержаться, Питер решает пойти за помощью в лес. Как только он исчезает в чаще леса, к Гленну и Джо подходит парень, который знал, что у него за домом упал самолет. Он также говорит о том, что Питер заблудится, потому что в той стороне, куда он пошёл, нет ничего, кроме лесной чащи.
Лоис, Брайан и Стьюи обыскивают окрестности Канады в поисках пропавшего Питера, но все тщетно. Специалисты говорят, что смогли только найти куклу, сделанную из веток и листьев. Тем не менее, все вместе они бросаются на место, где кукла была найдена. Через некоторое время все находят Питера: беда в том, что за эти два месяца он превратился в дикое асоциальное существо, он разучился говорить, не узнает свою семью, ведёт себя как первобытный человек.
Гриффины забирают Питера домой, но там ему не становится лучше. Не помогает даже запись, сделанная Питером задолго до этого инцидента на случай, если он вдруг когда-нибудь одичает. Он все так же не может говорить, роется в мусоре по ночам, ведёт себя, как животное. В конце концов, Брайан предлагает Лоис вернуть Питера туда, где ему место — в дикую среду. Так семья и поступает: Питера отвозят и отпускают с поводка. Каждый из семьи что-то говорит своему отцу на прощание, когда доходит очередь до Мег, Питер пытается что-то ответить. Брайан и Лоис говорят, чтобы Мег ещё что-нибудь произнесла. Наконец, Питер встает на две ноги и абсолютно «по-человечески» заявляет: «Заткнись, Мег». Довольные Гриффины отправляются домой.
Уже дома Питер абсолютно становится самим собой. Он говорит семье, что Джо и Куагмир приготовили для него какой-то особый сюрприз в Канаде.

## Рейтинги
- Эпизод получил рейтинг 2.5 среди возрастной группы 18-49 лет.
- Серию посмотрело порядка 5.02 миллиона человек.
- Эпизод стал самым популярным в ту ночь «Animation Domination» на FOX, победив по количеству просмотров очередные эпизоды «Симпсонов», «Американского Папашу» и «Шоу Кливленда»[1].

## Критика
- Кевин МакФарланд из A.V. Club дал эпизоду оценку C, поясняя: «„BigFat“ является одним из тех постоянных эпизодов, в которых Мег подвергается постоянной трепке.»[2]
- Марк Трэммелл из TV Equals сказал: «В целом, хороший, но не великолепный эпизод, имеющий задатки классики, но запнувшийся в самом конце. Если вы поклонник старого юмористического стиля „Гриффинов“, вы, по крайней мере, захотите увидеть первую часть эпизода…»[3]
- Специалисты из Bubbleblabber дали эпизоду 9/10 баллов: «Безусловно, один из лучших эпизодов „Гриффинов“ за сезон (…) сегодня было много замечательных шуток…»[4]